# Hirschbach (Alsó-Ausztria)
Hirschbach osztrák mezőváros Alsó-Ausztria Gmündi járásában. 2018 januárjában 581 lakosa volt.

## Elhelyezkedése

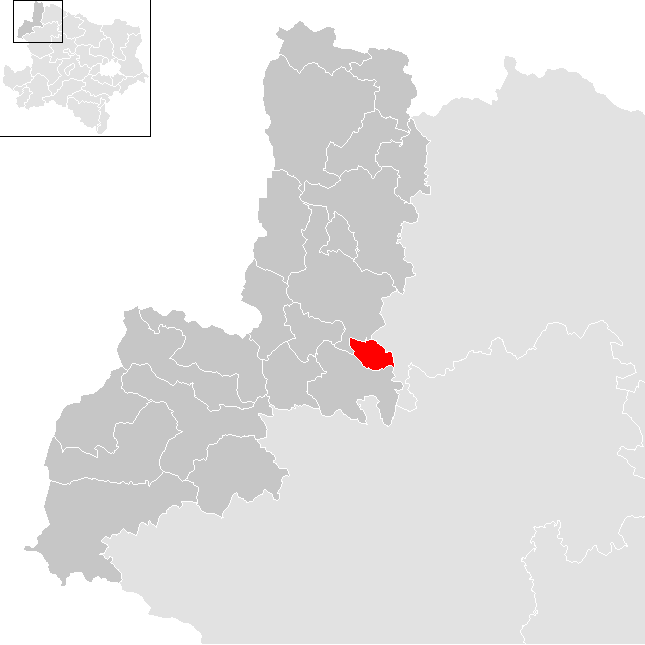
Hirschbach a Gmündi járásban

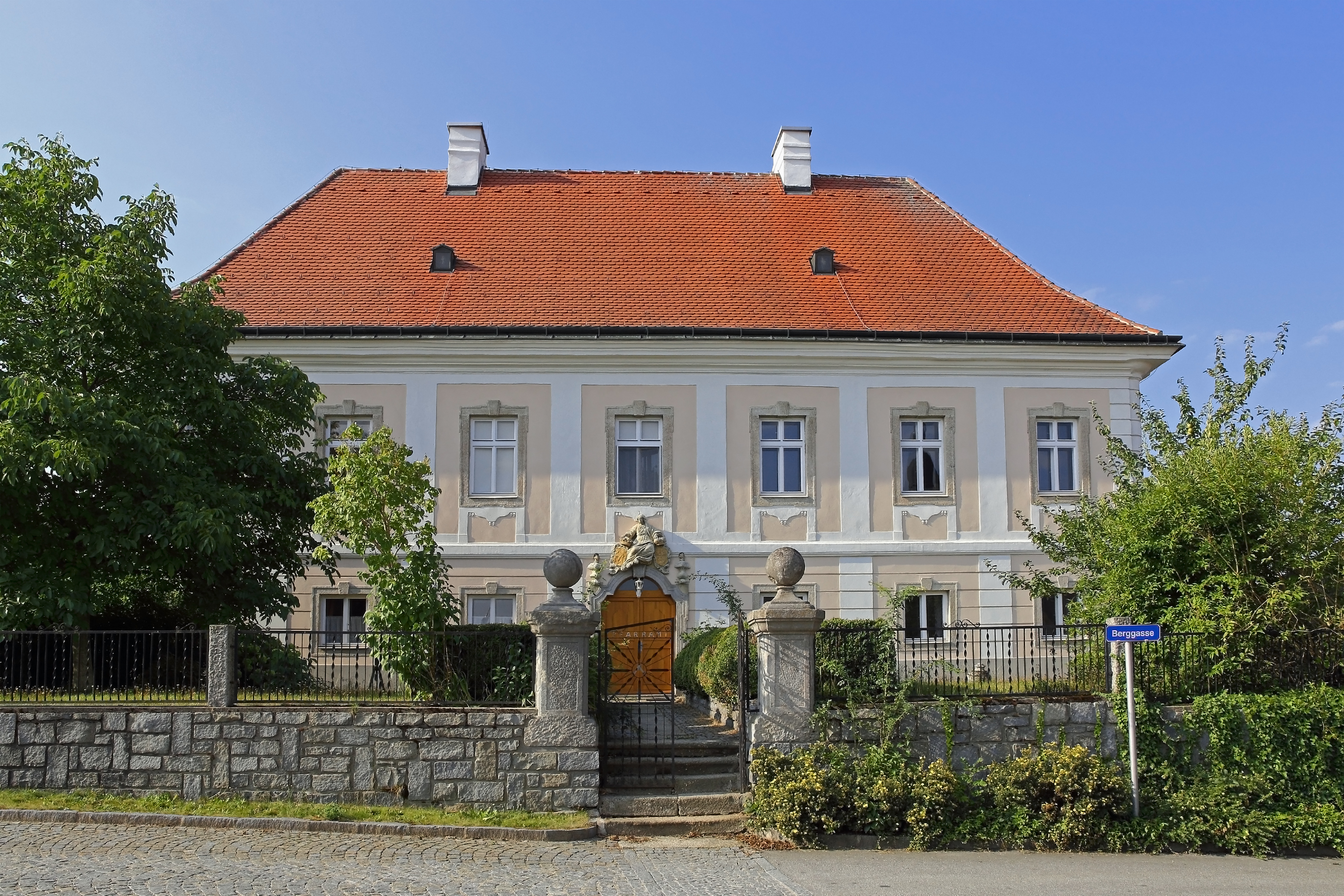
A plébánia

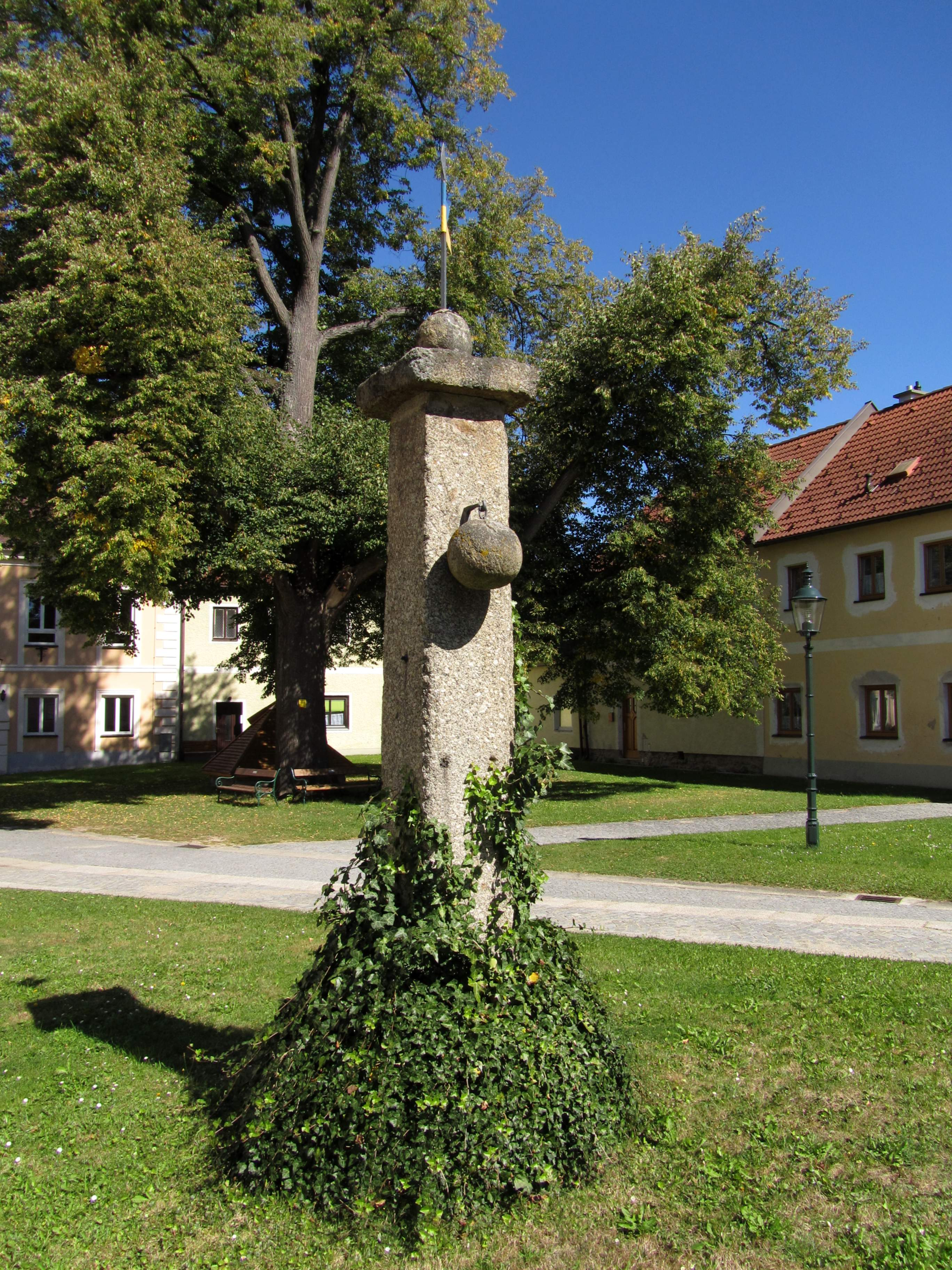
A pellengér

Hirschbach Alsó-Ausztria Erdőnegyedének (Waldviertel) északi részén fekszik, a Moosbach folyó mellett. Területének 55,7%-a erdő. Jelentősebb (mesterséges) tavai a Brettereckteich, a Fuchsteich és a Stölzlinger Teich. Az önkormányzat 2 települést egyesít: Hirschbach (514 lakos 2018-ban) és Stölzles (67 lakos). A kataszteri közösségek Hirschbach és Stölzles.
A környező önkormányzatok: délre Kirchberg am Walde, északra Schrems, keletre Vitis.

## Története
Hirschbachot először 1280-ban említik, Stölzlest pedig 1413-ban. A települést már 1666-ban mezővárpsi rangra emelték. 1619-ben és 1868-ban egy-egy tűzvész a házak jelentős részét elpusztította. A települési önkormányzatok 1850-beli kialakításakor Hirschbach Kirchberg am Walde alárendeltségébe került, amelytől 1985-ben vált önállóvá.

## Lakosság
A hirschbachi önkormányzat területén 2018 januárjában 581 fő élt. A lakosságszám a 19. századtól folyamatosan csökkent egészen 1981-ig, azóta enyhe gyarapodás tapasztalható. 2015-ben a helybeliek 99,5%-a volt osztrák állampolgár; a külföldiek közül 0,5% a régi (2004 előtti) EU-tagállamokból érkezett. 2001-ben a lakosok 95,1%-a római katolikusnak, 2% evangélikusnak, 4,2% pedig felekezeten kívülinek vallotta magát.

## Látnivalók
- a Szent kereszt felmagasztalása-plébániatemplomot 1332-ben említik először. A 16. században protestáns templomnak építették át, a 18. században barokkosították.
- az 1741-ben épült plébánia
- a 18. századi Nepomuki Szt. János-szobor
- a 18. századi Szt. Flórián-szobor
- az 1704-es Pietá-oszlop
- a középkori pellengér

## Fordítás
- Ez a szócikk részben vagy egészben  a   Hirschbach (Niederösterreich) című német Wikipédia-szócikk ezen változatának fordításán alapul.  Az eredeti cikk szerkesztőit annak laptörténete sorolja fel. Ez a jelzés csupán a megfogalmazás eredetét és a szerzői jogokat jelzi, nem szolgál a cikkben szereplő információk forrásmegjelöléseként.